# Музей караїмської історії та культури
Музей караїмської історії та культури — музей у м. Галич, Івано-Франківська область, Україна. Висвітлює релігійний культ, традиції, історію галицьких караїмів. Є філією Національного заповідника «Давній Галич». Відкритий 4 листопада 2004 року. Основні напрямки  роботи музею — виявлення, дослідження та популяризація культурної спадщини галицької караїмської громади.

## Історія створення
Ідея створення музею виникла наприкінці 90-х років. На той час караїмська громада Галича налічувала 8 осіб.
За однією з версій у 1246 р. 80 караїмських родин емігрували з Криму до Галича на запрошення князя Данила Романовича. Оселились караїми у Галичі поблизу Ринкової площі по правому березі р. Дністер. Вперше галицькі караїми згадуються в 1578 р. в грамоті польського короля Стефана Баторія (1533-1586), в якій він гарантував їм збереження давніх прав та звичаїв, тобто надавалося право вільної торгівлі нарівні з іншими мешканцями міста. Ці привілеї були підтверджені у 1590 р. Сизігмунтом III, у 1666р. Яном Казимиром. Австро-угорський уряд зменшив податки, якими обкладалися караїми і прирівняв їх у правах з християнами, військову службу проходили в санітарних загонах. Караїми були досить впливовими у міському середовищі галичан. Історію їхньої громади детально почали фіксувати на поч. XVIII ст. Загалом у Галичі проживало близько двох-трьох сотень караїмів. В центрі вулиці Караїмської була зведена кенаса – будинок зборів, молитовний дім караїмів. Поряд знаходився Народний дім (1934р.), в якому була бібліотека, діяло Товариство караїмської молоді «Відродження» (очолював Ібрагім Самуїлович), Товариство караїмських жінок (керувала Сабіна Новахович).
На поч. ХХ ст. в м. Галичі проживало 167 караїмів, на сьогоднішній день (2024 р.) – один Шимон Марткович. Задля цілковитого збереження галицьких караїмів, їхньої культури й історії створено Музей, оскільки безповоротне вимирання громади несло загрозу зникнення значного пласта духовної й матеріальної культури. Попереднє вивчення збережених громадою культурних цінностей підтвердило можливість створення повноцінної музейної колекції. 2000 р. було досягнуто згоди щодо придбання житлового караїмського будинку кінця XIX ст., розташованого у центрі міста, на майдані Різдва Христового. 2001 р. розроблено концепцію та ескізи реставрації, пристосування даної споруди для музейних потреб (автори І. Юрченко, О. Береговський), замовлено виготовлення проєктно-кошторисної документації в Івано-Франківській філії УРСНРІ «Укрзахідпроектреставрація».
Після завершення проєктних робіт у 2001 р. розпочато реставраційно-ремонтні роботи. Увесь цей час при безпосередній активній участі членів громади, особливо її тодішньої голови Яніни Єшвович, велися пошук та придбання речей для музейних фондів. Значну частину речей, серед яких – пергаментний сувій Тори (кін. XVIII ст.), молитовні рукописні книги, деталі інтер’єру галицької кенаси (караїмського храму), караїмську періодику, багаті архівні матеріали, Яніна Єшвович та А. Зарахович передали до музею безкоштовно. Сьогодні колекція караїмського фонду налічує близько 3000 експонатів, які зберігаються у фондосховищі та експонуються у музеї.
Тематико-експозиційний план розробила молодша наукова співробітниця музею Наталія Василівна Юрченко. На його основі створено експозицію, відкриття якої було присвячено до 10-ї річниці створення Національного заповідника «Давній Галич».

## Структура музею
Зала релігійного культу караїмів знайомить відвідувачів із джерелами, розвитком та поширенням караїмізму, із появою караїмської громади у Галичі. Акцентується увага на культових речах з кенаси: пергаментному сувої Тори (XVIII ст.), хатасах (XVIII ст.), молитовних книгах (XVI ст.), менорах, парохеті, гехалі, пам’ятній книзі з кенаси (1926 р.), рукописних і друкованих календарях (кін. ХІХ ст.).
Другий зал – історії галицької караїмської громади: експонуються архівні матеріали, родинні фотографії, речі домашнього вжитку.
Зала побуту галицьких караїмів зосереджує увагу на речах, які безпосередньо пов'язані з караїмськими обрядами й частково ілюструють підготовку до святкування Песах. Серед них – талки, кеслер, цемевіци, цемевіц-біцак та ін.

## Галерея

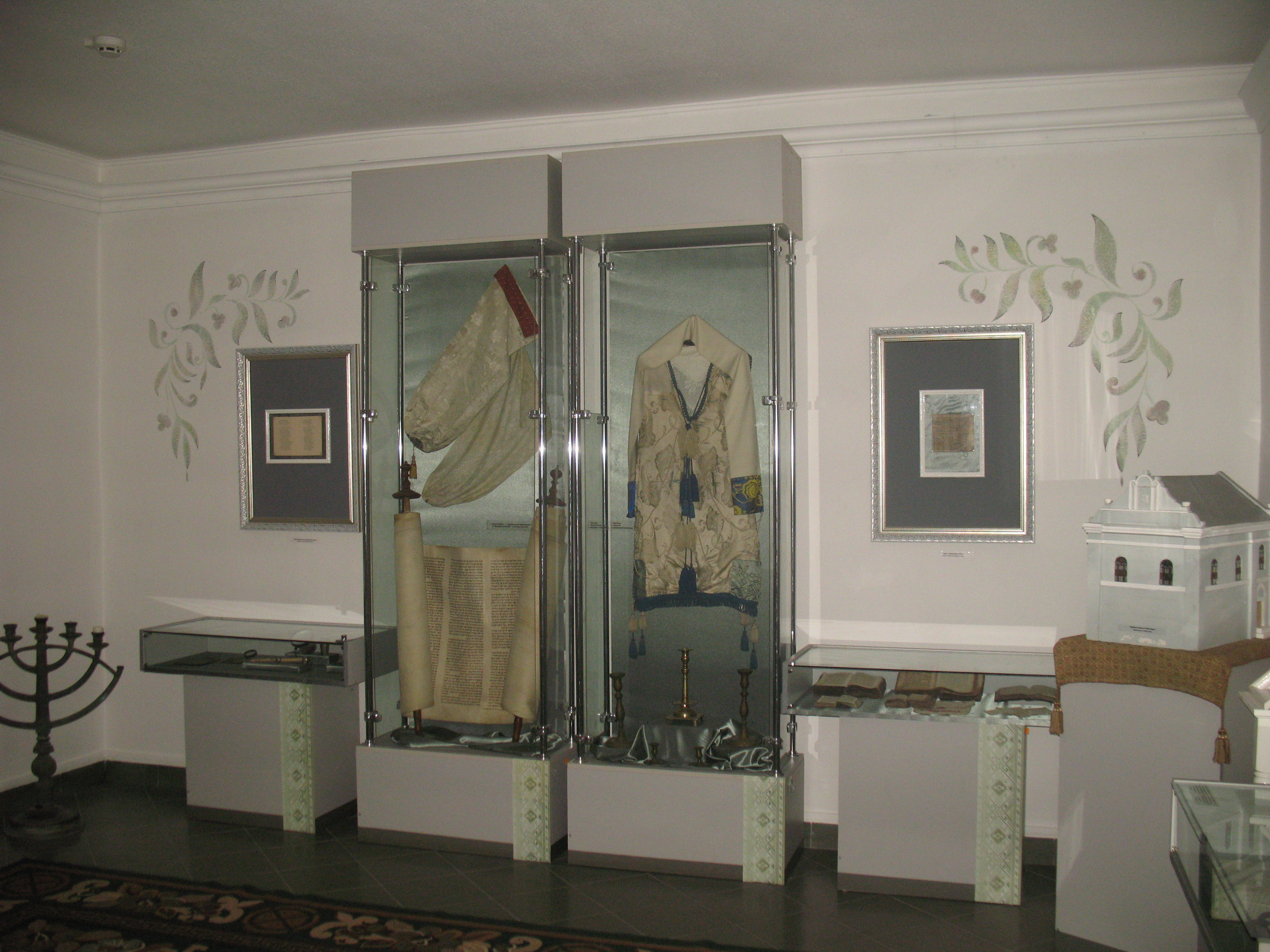
Зала релігійного культу караїмів
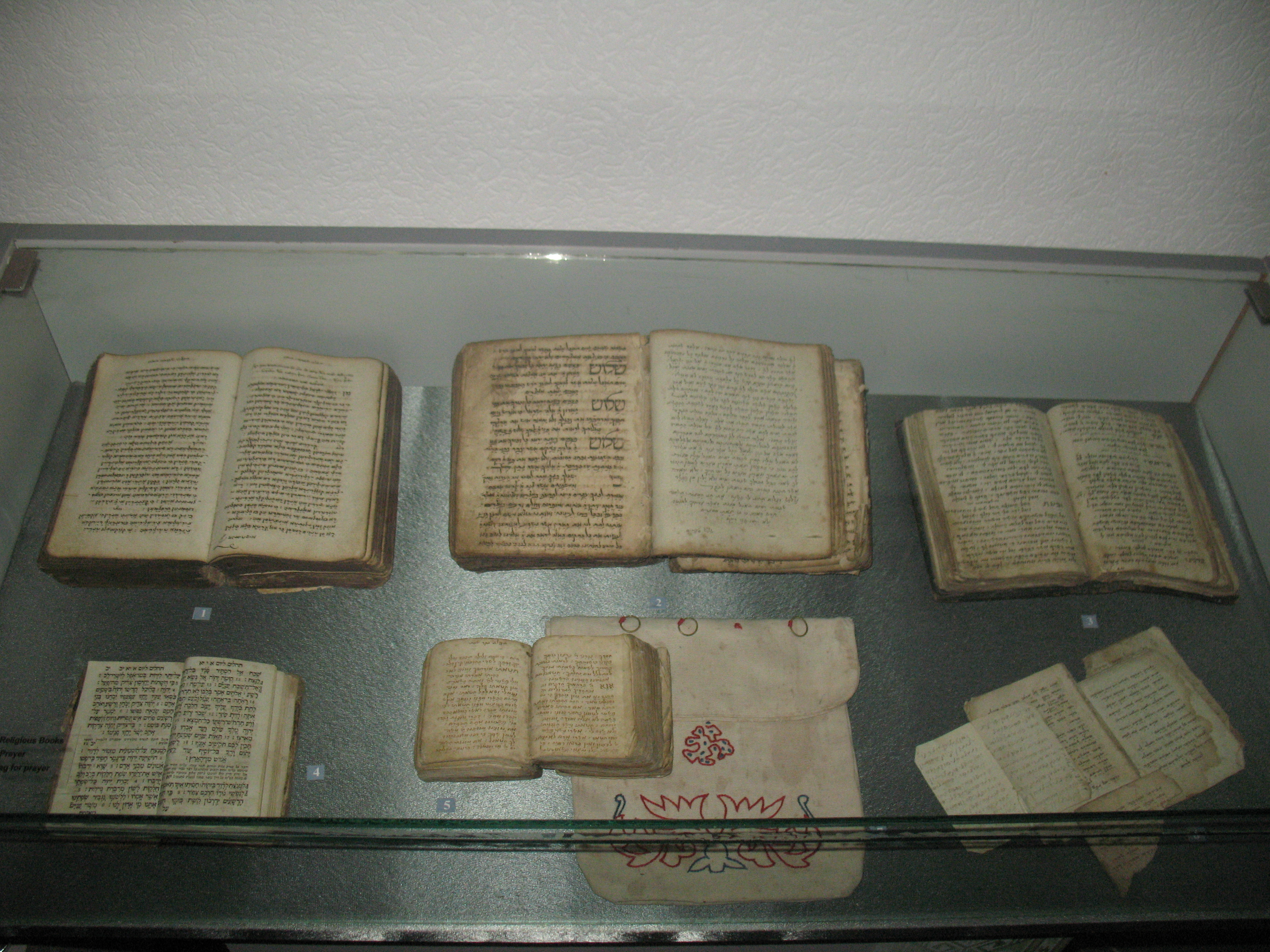
Рукописні та друковані релігійні книги
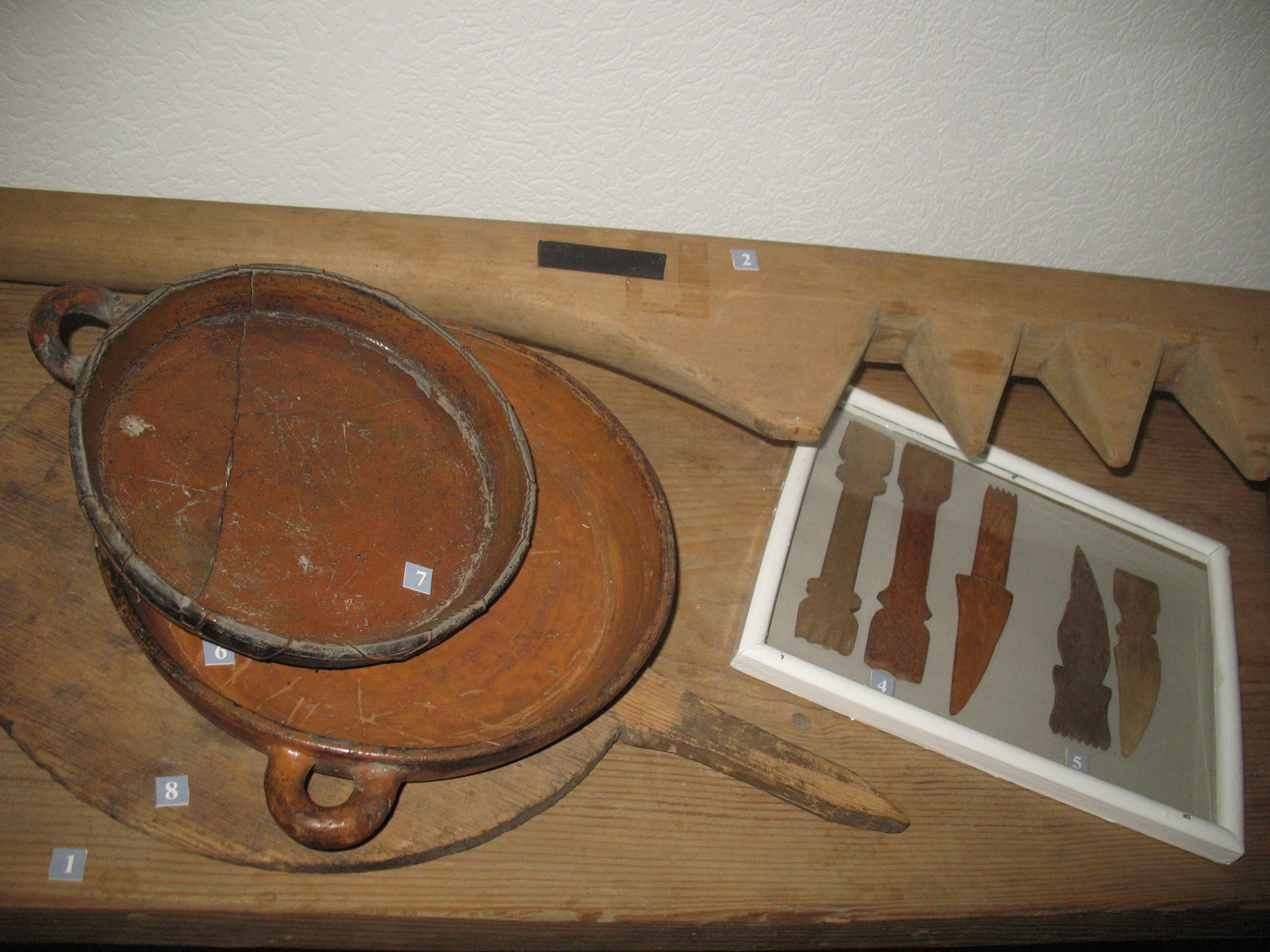
талки, кеслер, цемевіци, цемевіц-біцак - служили для приготування тимбилу
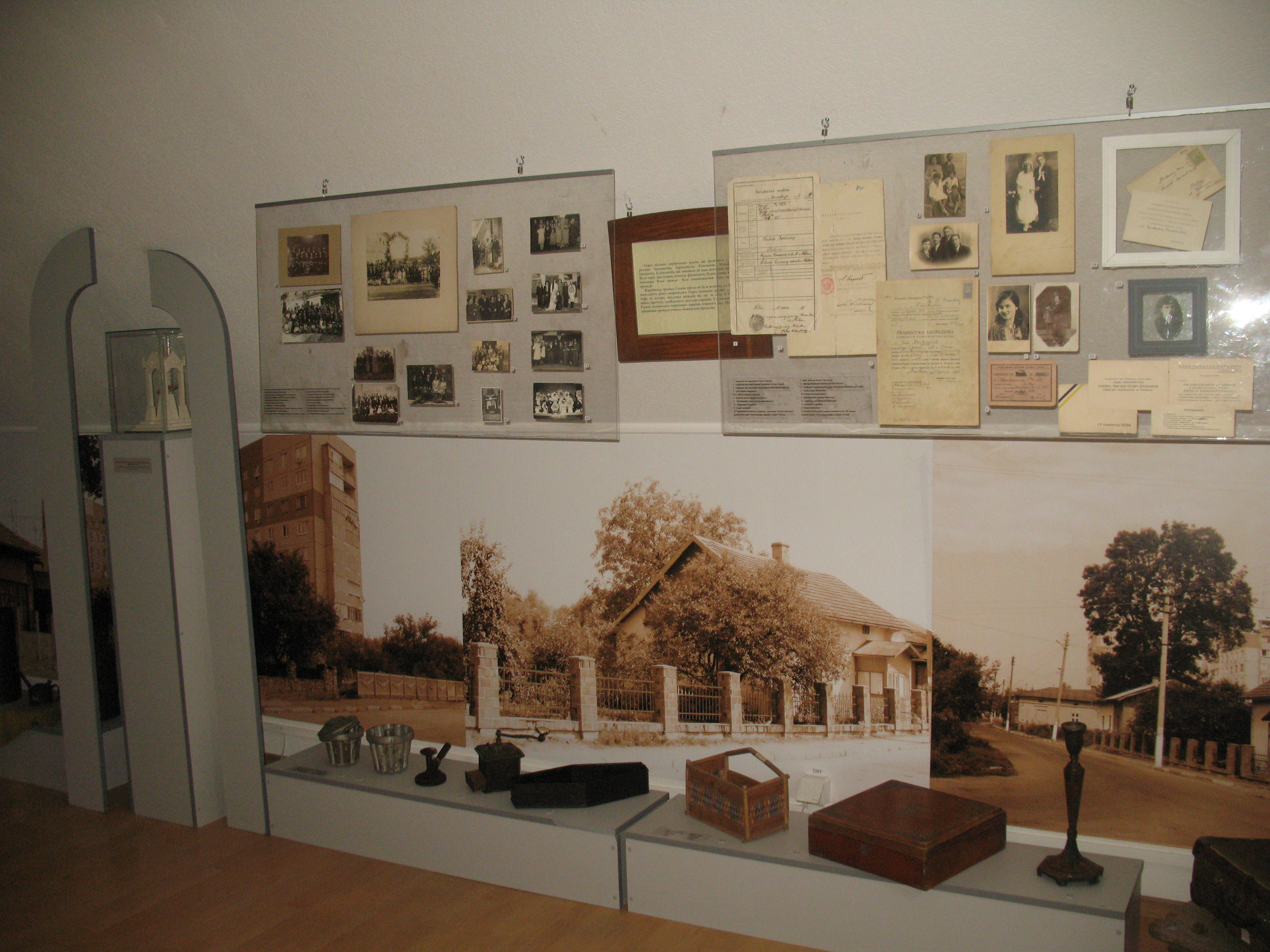
зала історії галицьких караїмів
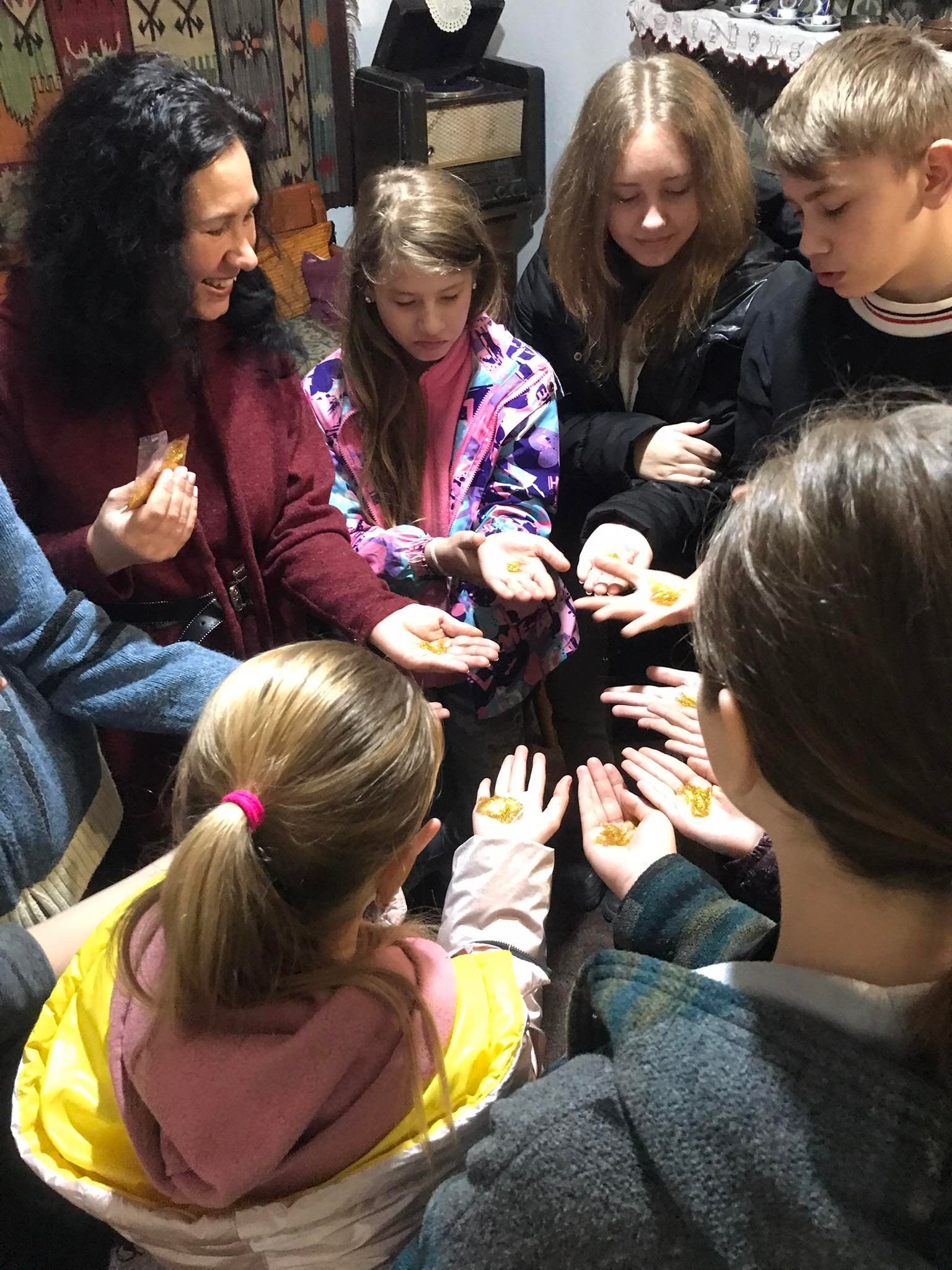
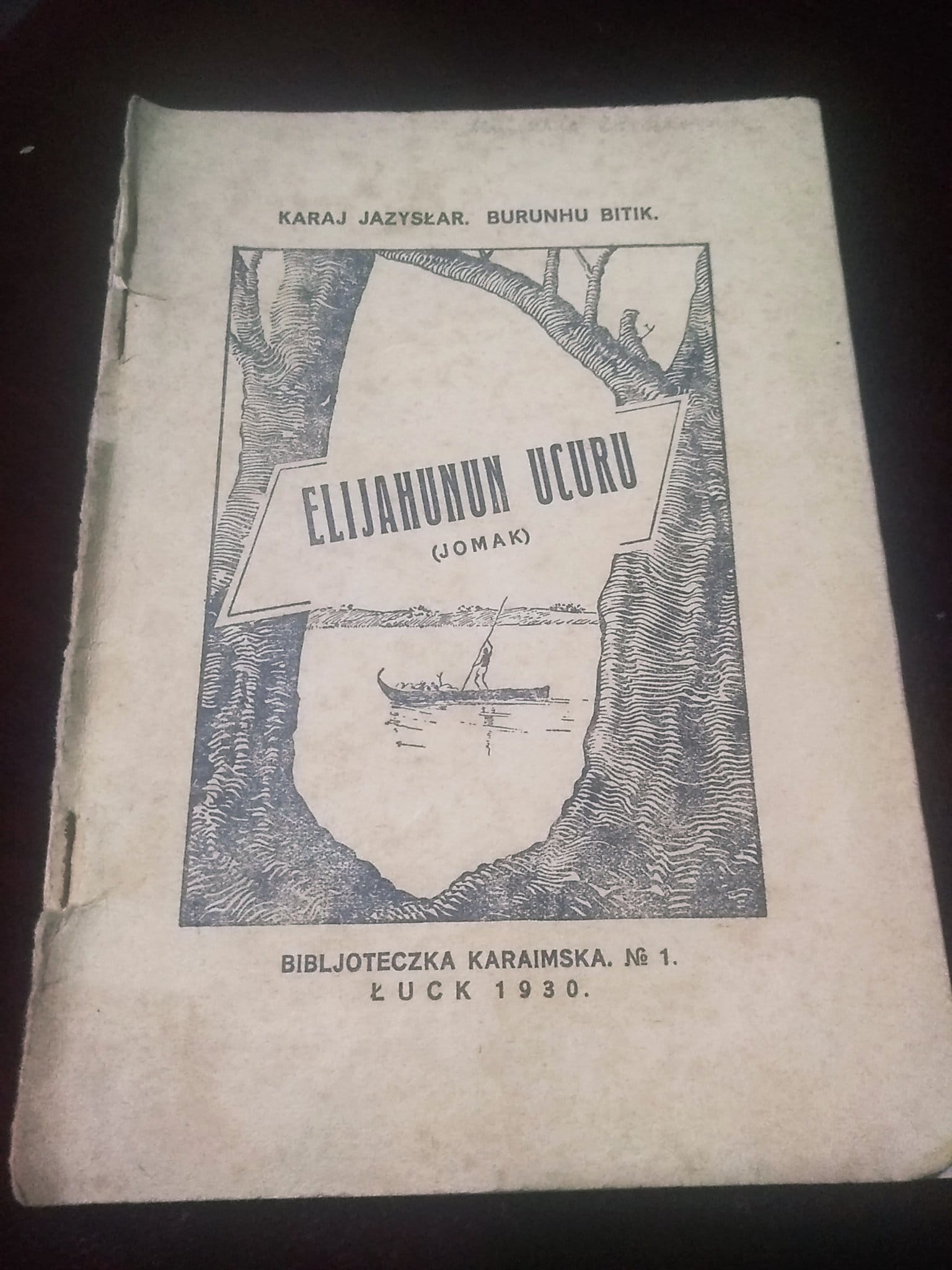
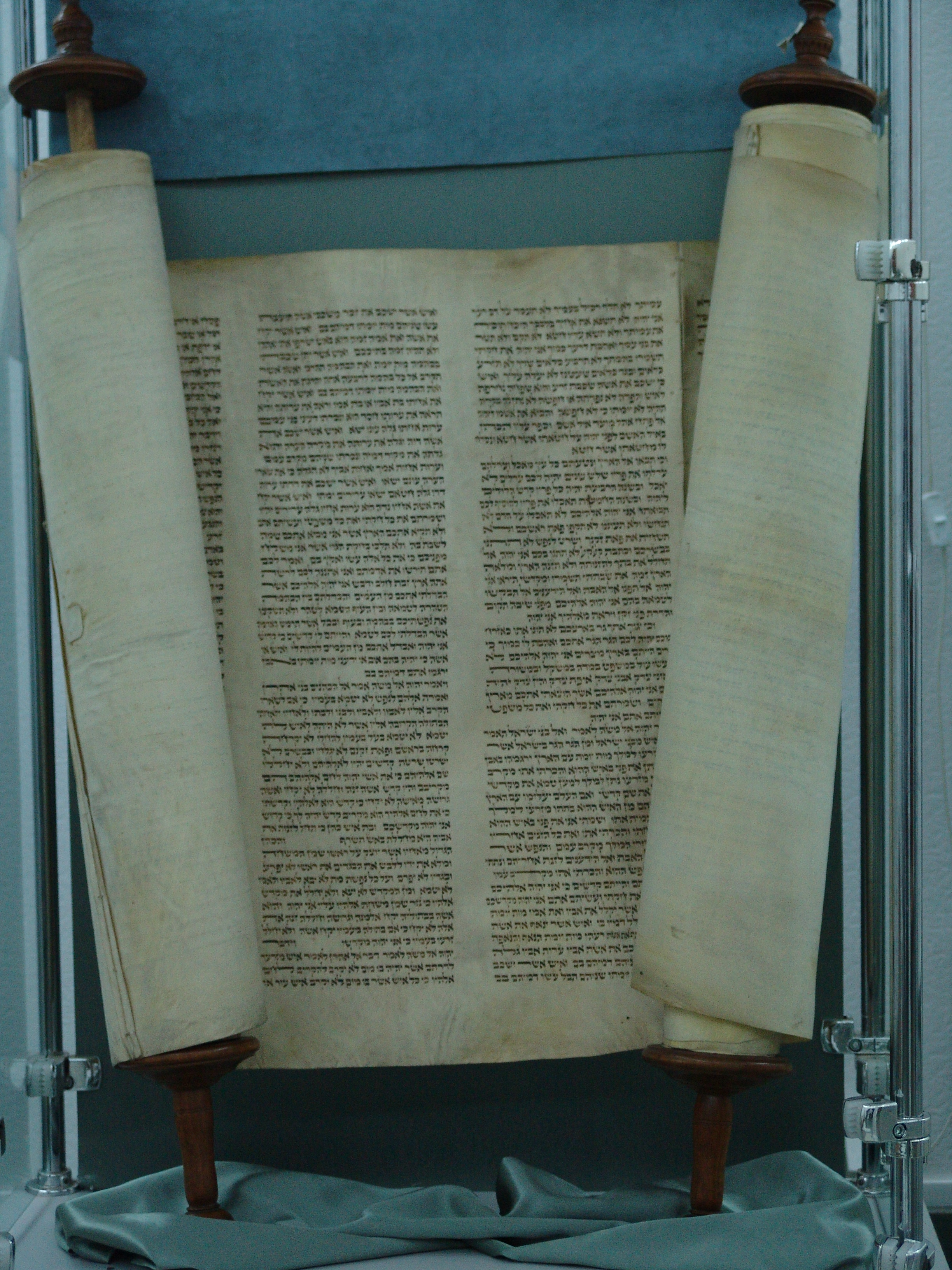
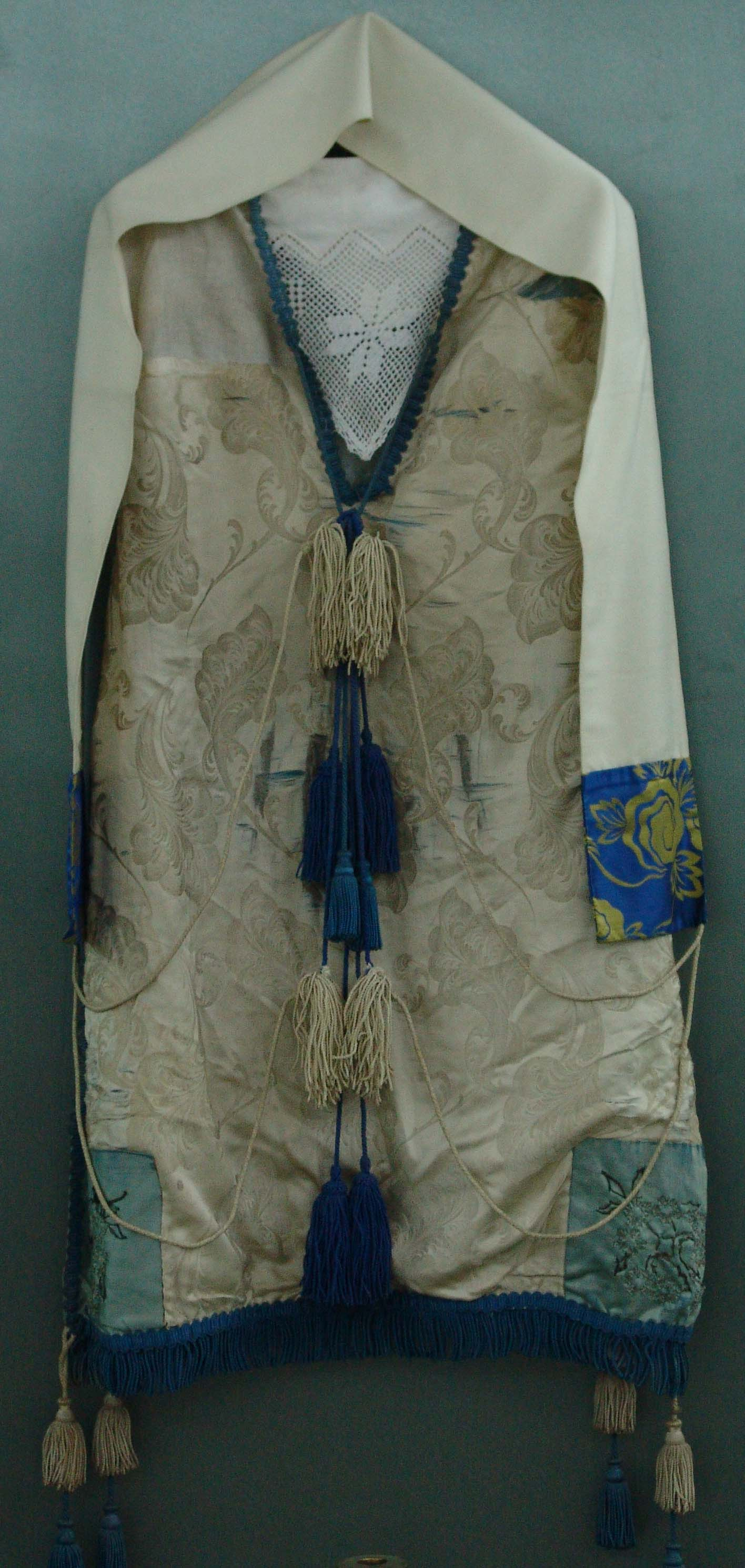
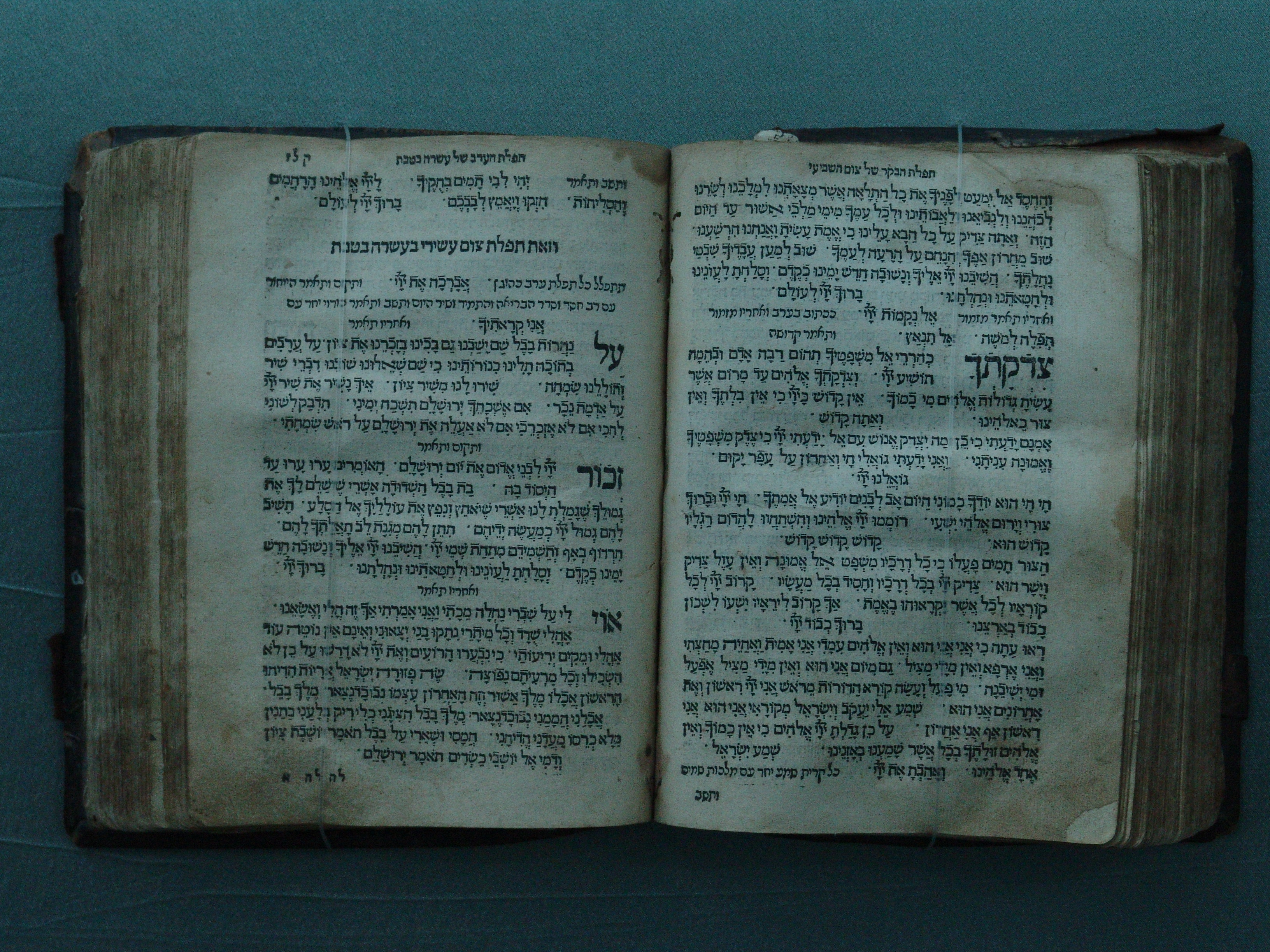
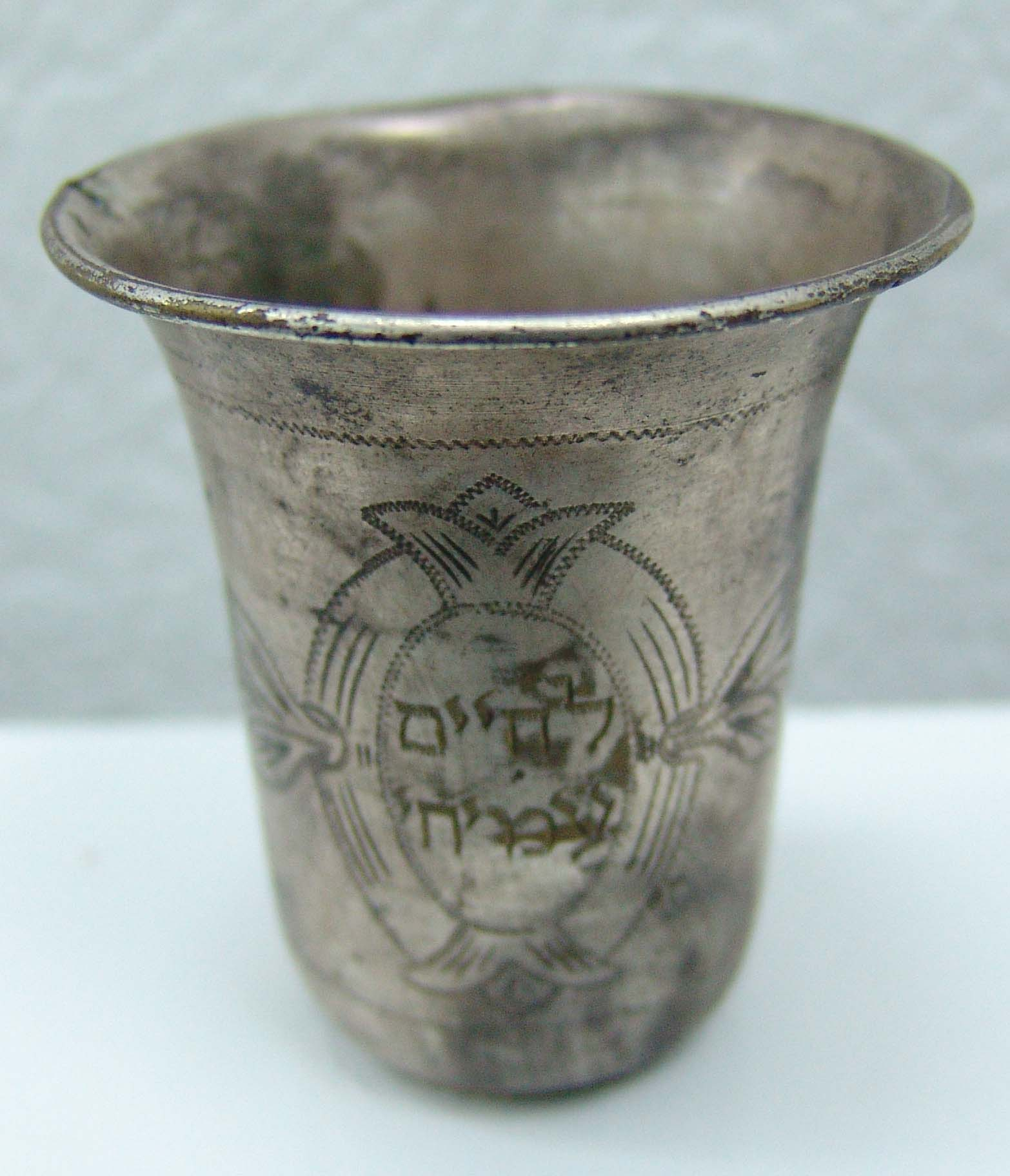